# Batalha de Kneiphof
A Batalha de Kneiphof (em alemão: Belagerung des Kneiphofs foi o culminar da luta pelo controle do distrito portuário de Kaliningrado, Kneiphof, que durou de 13 de abril a 14 de julho de 1455, durante a Guerra dos Treze Anos (1454-1466), terminando com uma vitória decisiva para a Ordem Teutônica.
Kaliningrado participou ativamente da revolta anti-teutônica liderada pela Confederação Prussiana em fevereiro de 1454, capturando o castelo teutônico e sendo uma das quatro cidades onde os confederados prestaram homenagem a Casimiro IV Jagiellon, juntando-se voluntariamente ao Reino da Polônia. A prolongada Guerra dos Treze Anos e o aumento dos impostos associados a ela resultaram em uma mudança na orientação política das pessoas comuns e na revolta pró-teutônica em 24 de março de 1455. Como resultado, os distritos da Cidade Velha e Löbenicht voltaram ao controle da Ordem Teutônica, deixando apenas o distrito portuário de Kneiphof leal a Casimiro IV. O Grão-Mestre da Ordem, Ludwig von Erlichshausen, dirigiu forças lideradas pelo Grão-Mestre Heinrich Reuß von Plauen contra ela, que, insuficientes para realizar um ataque direto, iniciaram o cerco do distrito fortificado localizado em uma ilha fluvial em 13 de abril de 1455.
Por 14 semanas, a guarnição de Kneiphof, liderada pelo prefeito Jürgen Langerbein, defendeu o distrito sitiado. Diante da assistência insuficiente da Confederação Prussiana, liderada por Jan Bażyński, e da derrota dos esforços de socorro dos Cavaleiros Teutônicos, bem como do reforço dos sitiantes por tropas da Livônia e do Ducado de Żagań, eles foram forçados a se render em termos honrosos em 14 de julho de 1455 após o ataque em 7 de julho de 1455.
Devido à posição estratégica de Kaliningrado na foz do rio Pregolya na Lagoa do Vístula, a recaptura do controle da Ordem Teutônica sobre a cidade resultou em mais uma vez cair sob a autoridade do Grão-Mestre de Samland, Baixa Prússia e Masúria, bem como da maioria dos centros urbanos da Vármia e Alta Prússia. Como resultado da batalha vitoriosa, a Ordem também recuperou o acesso ao Mar Báltico, a capacidade de se envolver no comércio com a Europa Ocidental e um ponto de apoio para novas operações militares.